# Liure
Liure é uma cidade hondurenha do departamento de El Paraíso.